# 360 (revista)
360 foi uma revista de jogo eletrônicos sobre Xbox 360 publicada pela Imagine Publishing no Reino Unido. Originalmente publicada de quatro em quatro semanas, a revista mudou para um cronograma de três semanas em 2009.
A revista foi retirada de venda após sua fusão com a publicação irmã X360 em julho de 2012.

## Visão geral
A revista foi dividida em quatro seções principais: Agenda, Foreplay, Reviews e Live Style. A página dupla nas páginas oito e nove, chamada Thread, era composta de e-mails, cartas e postagens ou seções de postagens do fórum da revista 360. Na página nove, havia um gráfico mostrando os votos lançados no fórum da revista 360 sobre um assunto diferente a cada semana, que foi escolhido pela equipe da revista. Havia também dois recursos após a seção Reviews, que às vezes chegavam a dez páginas. Como padrão, a revista tinha 130 páginas.

## Fusão com aX360
Em 7 de junho de 2012, a Imagine anunciou para o fórum da 360 que a 360 e sua publicação irmã, a X360, se fundiriam sob o nome desta última. Como resultado, a 360 foi retirada de venda, sem mais edições publicadas.
A primeira edição da nova X360 começou a ser vendida em 11 de julho de 2012.